# Ivica Žurić
Ivica Žurić (Sebenico, 9 gennaio 1965) è un ex cestista croato, fino al 1991 jugoslavo.

## Carriera
Con la Croazia ha disputato i Campionati mondiali del 1994 e due edizioni dei Campionati europei (1993, 1995).

## Palmarès
- Campionato croato: 5

Cibona Zagabria: 1992-93, 1993-94, 1994-95, 1995-96, 1996-97
- Coppa di Croazia: 3

Cibona Zagabria: 1995, 1996, 2001